# The Big Bang Theory/Staffel 3
Die dritte Staffel der US-amerikanischen Sitcom The Big Bang Theory feierte ihre Premiere am 21. September 2009 auf dem Sender CBS. Das Finale wurde am 24. Mai 2010 gesendet. In Deutschland wurde die dritte Staffel vom 7. Februar 2011 bis zum 22. Februar 2011 auf ProSieben ausgestrahlt.

## Darsteller
| Rollenname                            | Schauspieler   |
| ------------------------------------- | -------------- |
| Dr. Leonard Leakey Hofstadter         | Johnny Galecki |
| Dr. Dr. Sheldon Lee Cooper            | Jim Parsons    |
| Penny                                 | Kaley Cuoco    |
| Howard Joel Wolowitz, M.Eng.          | Simon Helberg  |
| Dr. Rajesh „Raj“ Ramayan Koothrappali | Kunal Nayyar   |

## Episoden
| Nr. (ges.) | Nr. (St.) | Deutscher Titel                 | Originaltitel                       | Erstausstrahlung USA | Deutschsprachige Erstausstrahlung (D) | Regie           | Drehbuch |
| --- | --------- | ------------------------------- | ----------------------------------- | -------------------- | ------------------------------------- | --------------- | --- |
| 41 | 1         | Der Nordpol-Plan                | The Electric Can Opener Fluctuation | 21. Sep. 2009        | 7. Feb. 2011                          | Mark Cendrowski | Steven Molaro |
| Nach der Rückkehr vom Nordpol erfährt Sheldon, dass seine Freunde die Forschungsergebnisse verfälscht haben, um Ruhe vor ihm zu haben. Unglücklicherweise hatte Sheldon aber bereits ein Rundschreiben an die Universität geschickt, in dem er seine bahnbrechenden Resultate angekündigt hatte. Gekränkt und gedemütigt beschließt er, die Universität zu verlassen und fährt nach Texas, wo er sich bei seiner Mutter verkriecht. Penny, die überglücklich über Leonards Rückkehr ist, verspricht ihm, auf ihn zu warten, und schickt ihn mit den anderen hinterher, um Sheldon zurückzuholen. Mit der Religiosität seiner Mutter konfrontiert, beschließt Sheldon schließlich, dass die Rückkehr das kleinere Übel ist. |           |                                 |                                     |                      |                                       |                 | |
| 42 | 2         | Die Grillenwette                | The Jiminy Conjecture               | 28. Sep. 2009        | 7. Feb. 2011                          | Mark Cendrowski | Jim Reynolds |
| Leonard und Pennys erste gemeinsame Nacht verläuft auf eher enttäuschende Weise. Sheldons wie immer fehlendes Taktgefühl macht alles noch peinlicher für die beiden und sie beginnen an der Beziehung zu zweifeln und betrinken sich aus Frust. Sheldon und Howard fangen unterdessen im Haus eine Grille und wetten um teure Comichefte, welche Grillenart sie vor sich haben. Um die Frage zu klären, konsultieren sie einen Entomologen, der frustriert über seine Ehe, sein Leben im Allgemeinen und das kürzlich gestrichene Forschungsbudget ist. Howard behält recht, und Sheldon muss sich schweren Herzens von einem wertvollen Teil seiner Comicbuchsammlung trennen. |           |                                 |                                     |                      |                                       |                 | |
| 43 | 3         | Sex oder Pralinen               | The Gothowitz Deviation             | 5. Okt. 2009         | 8. Feb. 2011                          | Mark Cendrowski | Bill Prady & Maria Ferrari Idee: Lee Aronsohn & Richard Rosenstock                                                           |
| Penny verbringt wegen ihrer Beziehung mit Leonard immer mehr Zeit in der WG, was Sheldon in seinem starren Tagesablauf stört. Er versucht, heimlich ihre Gewohnheiten zu ändern, indem er sie jedes Mal, wenn sie sich seinen Vorstellungen nach verhält, mit Pralinen „füttert“. Leonard durchschaut sein Vorhaben und verbietet Sheldon, mit seiner Freundin zu experimentieren, Sheldon kann dies aber nicht nachvollziehen. Howard und Rajesh versuchen unterdessen, entsprechend verkleidet und mit unechten Tätowierungen, Frauen in einem Goth-Style-Club zu treffen. Sie lernen auch tatsächlich zwei Goth-Girls kennen, ein anschließender Besuch in einem Tätowierstudio entlarvt sie aber als Aufschneider. |           |                                 |                                     |                      |                                       |                 | |
| 44 | 4         | Für ihn oder mit ihm            | The Pirate Solution                 | 12. Okt. 2009        | 8. Feb. 2011                          | Mark Cendrowski | Steve Holland |
| Rajesh ist mit seiner Forschung in einer Sackgasse angelangt und es besteht die Gefahr, dass ihm sein Visum entzogen wird und er nach Indien zurückkehren muss. Um dem zu entgehen, benötigt er einen Job in einer anderen Arbeitsgruppe. Nachdem ihm seine Unfähigkeit, ohne Alkohol mit Frauen zu sprechen, eine attraktive Jobchance verbaut hat, bekommt er schließlich von Sheldon ein Angebot, der einen Mitarbeiter für ein neues Forschungsprojekt sucht. Rajesh ist verzweifelt genug, um es anzunehmen und fortan für Sheldon zu arbeiten. Unterdessen wird Howard, der sich langweilt, da Rajesh mit seinem neuen Job zeitlich sehr eingespannt ist, ein „fünftes Rad“ für Leonard und Penny und fühlt sich zusehends als Außenseiter. |           |                                 |                                     |                      |                                       |                 | |
| 45 | 5         | Der Mann, der seine Omi liebte  | The Creepy Candy Coating Corollary  | 19. Okt. 2009        | 9. Feb. 2011                          | Mark Cendrowski | Chuck Lorre & Bill Prady |
| Howard erinnert Leonard an die einst getroffene Vereinbarung, dass sobald einer der beiden eine Freundin findet, diese den anderen mit einer ihrer Freundinnen verkuppeln soll. Wenig begeistert macht Penny ihn daraufhin mit ihrer Arbeitskollegin Bernadette, einer Studentin der Mikrobiologie, bekannt. Nach anfänglichen Schwierigkeiten beginnen Howard und sie, sich gut zu verstehen, als sie bemerken, dass sie beide sehr anstrengende Mütter haben. Währenddessen nehmen Rajesh und Sheldon an einem Sammelkartenspiel-Turnier teil und es kommt zum Showdown zwischen Sheldon und Wil Wheaton, mit dem Sheldon noch eine Rechnung offen hat. Er lässt sich aber von einer erfundenen Geschichte von Wil Wheaton einlullen und verliert absichtlich. |           |                                 |                                     |                      |                                       |                 | |
| 46 | 6         | Football für Nerds              | The Cornhusker Vortex               | 2. Nov. 2009         | 9. Feb. 2011                          | Mark Cendrowski | Bill Prady & Maria Ferrari                                                                                                   |
| Leonard beschleicht der Verdacht, dass Penny sich vor ihren Freunden für ihn schämt, diese weist es aber vehement zurück. Um in ihrem Freundeskreis Anschluss zu finden, lädt Penny ihn daraufhin ein, um sich mit ihren Freunden American Football anzusehen. Glücklicherweise erweist sich Sheldon als Experte für American Football, da sein Vater ihn als Kind oft zu einem Spiel mitnahm. Leonard lässt sich von Sheldon in die Regeln einweisen und sieht sich mit Penny und ihren Freunden ein Spiel an. Währenddessen kommt es zum Streit zwischen Howard und Rajesh, da Howard sich beim Drachenkampf von einer vorbeilaufenden Frau ablenken ließ und Rajesh seinen wertvollen Drachen an Sheldon verlor. In der Folge muss Howard seinen ganzen Charme aufbieten, um seinen besten Freund wieder versöhnlich zu stimmen. |           |                                 |                                     |                      |                                       |                 | |
| 47 | 7         | Der Gitarrist auf der Couch     | The Guitarist Amplification         | 9. Nov. 2009         | 10. Feb. 2011                         | Mark Cendrowski | Chuck Lorre & Lee Aronsohn                                                                                                   |
| Leonard und Penny streiten sich, weil Penny einen befreundeten Musiker einlädt, um eine Weile bei ihr zu wohnen und Leonard deswegen eifersüchtig ist. Kurz danach streiten sich deswegen auch noch Rajesh und Howard, die unterschiedliche Ansichten über die Auseinandersetzung haben und bald zum gegenseitigen Rundumschlag ausholen. Sheldon, der diesen Zustand nicht erträgt, weil es ihn an die ständigen Streitereien zwischen seinen Eltern erinnert, versucht verzweifelt zu schlichten und Frieden zu stiften, macht aber alles nur noch schlimmer. Während eines erneuten Streits geht Sheldon zu Rajesh, der sich aber gerade mit seinen Eltern über Videochat streitet. Er läuft daraufhin weg und Leonard und Penny müssen ihn suchen gehen. Sie finden ihn im Comicbuchladen, wo er auf dem Boden sitzt und sich weigert mitzukommen, wenn Leonard und Penny sich nicht endlich wieder vertragen.                                  |           |                                 |                                     |                      |                                       |                 | |
| 48 | 8         | Das Suppentattoo                | The Adhesive Duck Deficiency        | 16. Nov. 2009        | 10. Feb. 2011                         | Mark Cendrowski | Steven Molaro, Eric Kaplan & Maria Ferrari Idee: Chuck Lorre, Bill Prady & David Goetsch                                     |
| Leonard campiert mit Howard und Rajesh in der Wüste, um den Leoniden-Schauer zu beobachten, während Sheldon alleine zu Hause bleibt und zum Helden wider Willen wird, da Penny in der Badewanne ausrutscht und sich dabei die Schulter ausrenkt. Während Sheldon über seinen Schatten springen muss und Penny beim Anziehen hilft und sie anschließend ins Krankenhaus fährt, geraten die anderen durch ihre Naivität unfreiwillig in einen Drogenrausch und fangen in ausgelassener Stimmung an, wild zu phantasieren, so dass sie völlig den eigentlichen Grund für ihren Aufenthalt in der Wüste vergessen. |           |                                 |                                     |                      |                                       |                 | |
| 49 | 9         | Die Racheformel                 | The Vengeance Formulation           | 23. Nov. 2009        | 11. Feb. 2011                         | Mark Cendrowski | Richard Rosenstock, Jim Reynolds & Steve Holland Idee: Chuck Lorre & Maria Ferrari                                           |
| Barry Kripke spielt Sheldon einen bösen Streich, als dieser per Telefonkonferenz in einer landesweiten Radiosendung auftritt: Er leitet heimlich Helium in Sheldons Büro, um seine Stimme lächerlich klingen zu lassen. Während Sheldon eine angemessene Rache plant, muss Howard sich entscheiden, ob er eine Beziehung mit der „realen“ Bernadette eingeht, oder weiter seinem Fantasie-Frauenbild nacheilt. Ein Gespräch mit Penny und ein Tagtraum mit der Schauspielerin Katee Sackhoff helfen ihm dabei, sich für die Beziehung zu Bernadette zu entscheiden. Sheldons Racheaktion geht schließlich nach hinten los, da zu dem Zeitpunkt Kripke nicht alleine im Labor ist, sondern Besuch vom Universitätspräsidenten hat. |           |                                 |                                     |                      |                                       |                 | |
| 50 | 10        | Das Gorilla-Projekt             | The Gorilla Experiment              | 7. Dez. 2009         | 11. Feb. 2011                         | Mark Cendrowski | Bill Prady, Steven Molaro & Maria Ferrari Idee: Chuck Lorre, Richard Rosenstock & Steve Holland                              |
| Howards Freundin Bernadette ist zum ersten Mal zu Besuch in der WG und zeigt im Laufe der Unterhaltung Interesse an Leonards Arbeit und seinen Experimenten. Howard wird eifersüchtig und verbietet Leonard den Kontakt zu Bernadette, was diese verärgert und zum Streit führt. Penny wiederum wird dadurch bewusst, dass sie nichts von Physik und somit Leonards Arbeit versteht. Sie bittet Sheldon, ihr die Grundlagen beizubringen und dieser willigt ein, da er es als interessantes Experiment betrachtet, einem aus seiner Sicht ungebildeten Menschen wie Penny Physik beizubringen. Sein Unterricht ist aber wenig effizient und Penny keine gute Schülerin, und so schafft er es gerade mal Penny einen Kommentar zu Leonards Arbeit beizubringen, mit dem sie die anderen beim nächsten gemeinsamen Essen verblüfft. |           |                                 |                                     |                      |                                       |                 | |
| 51 | 11        | Mädels an der Bar               | The Maternal Congruence             | 14. Dez. 2009        | 14. Feb. 2011                         | Mark Cendrowski | Chuck Lorre, Bill Prady & David Goetsch Idee: Steven Molaro, Richard Rosenstock & Maria Ferrari                              |
| Ein Besuch von Leonards Mutter Beverly zur Weihnachtszeit freut Sheldon, Leonard und Penny sind jedoch alles andere als begeistert. Leonard hat seiner Mutter die Beziehung zu Penny verschwiegen, da er befürchtete, sie würde den Ansprüchen seiner Mutter nicht genügen. Zudem stellt sich heraus, dass Sheldon seit ihrem letzten Besuch (Staffel 2, Episode 15) in regelmäßigem Kontakt mit Beverly steht und besser über Leonards Familie auf dem Laufenden ist als dieser selbst. Ein gemeinsamer Barbesuch bringt Penny und Beverly aber einander näher und Penny setzt sie von der Beziehung zu ihrem Sohn in Kenntnis. Beverly und Penny kehren betrunken in die WG zurück wo Beverly ungewöhnliche Gefühlsregungen zeigt: Sie umarmt ihren Sohn und küsst Sheldon. |           |                                 |                                     |                      |                                       |                 | |
| 52 | 12        | Howards Phasen                  | The Psychic Vortex                  | 11. Jan. 2010        | 14. Feb. 2011                         | Mark Cendrowski | Chuck Lorre, Eric Kaplan & Jim Reynolds Idee: Lee Aronsohn & Steven Molaro                                                   |
| Penny ist wütend auf Leonard, nachdem dieser sich in Gegenwart von Howard und Bernadette über ihren Besuch beim Wahrsager und dass sie diesem „Unsinn“ Glauben schenkt lustig macht. Howard überzeugt ihn davon, dass er für eine Beziehung mit Penny seine Überzeugungen hinten anstellen muss und Leonard entschuldigt sich bei ihr. Derweil wird Sheldon von Rajesh, der sich langweilt seit Howard und Leonard eine Freundin haben, zum Besuch einer Party gedrängt, um Frauen kennenzulernen. Nach einiger Überzeugungsarbeit und Bestechung in Form eines Green-Lantern-Fanartikels besuchen sie tatsächlich gemeinsam die Party und lernen dort Abby und Martha kennen, die sich kurz danach erneut mit ihnen treffen wollen. Rajesh muss wieder einen Fanartikel opfern und Sheldon stimmt einem erneuten Treffen zu. Während Rajesh seine Eroberung Abby genießt, versteht Sheldon aber gar nicht, worauf seine Verehrerin Martha aus ist. |           |                                 |                                     |                      |                                       |                 | |
| 53 | 13        | Terror in der Stadt der Rosen   | The Bozeman Reaction                | 18. Jan. 2010        | 15. Feb. 2011                         | Mark Cendrowski | Chuck Lorre, Steven Molaro & Steve Holland Idee: Bill Prady, Lee Aronsohn & Jim Reynolds                                     |
| Bei Leonard und Sheldon wird eingebrochen und sämtliche Konsolen samt Spielen sowie Fernseher und Laptops werden gestohlen. Sheldon fühlt sich fortan in der Wohnung nicht mehr sicher und sucht ständig (auch nachts) Leonards und Pennys Nähe, die sich bald genervt davon fühlen. Damit Sheldon wieder ruhig schlafen kann, installiert Howard in der WG ein kompliziertes Alarm- und Fallensystem, das statt eines Einbrechers aber versehentlich Sheldon einfängt. Daraufhin beschließt dieser, sich eine neue Heimat mit High-Speed-Internet und niedriger Kriminalitätsrate zu suchen. Nach einer negativen Erfahrung direkt nach der Ankunft in seinem vermeintlich neuen Wohnort Bozeman in Montana kehrt er jedoch umgehend wieder zurück. |           |                                 |                                     |                      |                                       |                 | |
| 54 | 14        | Fast wie Einstein               | The Einstein Approximation          | 1. Feb. 2010         | 15. Feb. 2011                         | Mark Cendrowski | Chuck Lorre, Steven Molaro & Eric Kaplan Idee: Lee Aronsohn, Dave Goetsch & Steve Holland                                    |
| Sheldon sucht seit Tagen verzweifelt die Antwort auf ein physikalisches Problem, ohne Fortschritte zu machen. Er schläft nicht mehr, kann an nichts anderes mehr denken und benutzt Alltagsgegenstände wie Murmeln oder die Erbsen vom Teller seiner Freunde, um seiner Vorstellung auf die Sprünge zu helfen. Schließlich hat er die Idee, dem historischen Beispiel von Albert Einstein zu folgen und eine monotone Arbeit anzunehmen, denn Einstein formulierte seine Relativitätstheorie während er einen einfachen Bürojob im Berner Patentamt hatte. Nach einem erfolglosen Termin bei der Arbeitsvermittlung beschließt er auf eigene Faust, in der Cheesecake Factory mit Penny zu arbeiten und hat dort tatsächlich den entscheidenden Geistesblitz, nachdem er ein Tablett fallen lässt und das Muster der Scherben betrachtet. |           |                                 |                                     |                      |                                       |                 | |
| 55 | 15        | Freiflug nach Genf              | The Large Hadron Collision          | 8. Feb. 2010         | 16. Feb. 2011                         | Mark Cendrowski | Lee Aronsohn, Richard Rosenstock & Maria Ferrari Idee: Chuck Lorre, Steven Molaro & Jim Reynolds                             |
| Leonard darf am Valentinstag einen Gast zum CERN in der Schweiz mitbringen. Er entscheidet sich natürlich, Penny mitzunehmen, was Sheldon sehr verärgert, denn er ist der Ansicht als Physiker hätte er es eher verdient, mitgenommen zu werden. Da Leonard sich auch durch Verweise auf den WG-Vertrag unbeeindruckt zeigt, bearbeitet er Penny, bis sie zustimmt, mit Leonard darüber zu reden. Sheldon umarmt Penny zum Dank, ohne zu ahnen, dass sie sich einen Grippevirus eingefangen hatte. Am Tag der Abreise sind Penny und Sheldon krank und Leonard bleibt nichts anderes übrig, als mit Rajesh in die Schweiz zu fahren. |           |                                 |                                     |                      |                                       |                 | |
| 56 | 16        | Sheldon pro se                  | The Excelsior Acquisition           | 1. März 2010         | 16. Feb. 2011                         | Peter Chakos    | Bill Prady, Steve Holland & Maria Ferrari Idee: Chuck Lorre, Lee Aronsohn & Steven Molaro                                    |
| Sheldon muss sich vor Gericht verantworten, nachdem er durch Pennys Verschulden einen Strafzettel kassiert hat. Er beleidigt dabei den Richter, der sich von Sheldons Ausführungen unbeeindruckt gezeigt hat und die Strafe nicht aufheben will. Da Sheldon eine Entschuldigung verweigert, wird er eingesperrt und dadurch entgeht ihm die Gelegenheit, den berühmten Comicbuchautor Stan Lee zu treffen, der eine Autogrammstunde im Comicbuchladen gibt. Penny, die ein schlechtes Gewissen deswegen hat, beschafft zum Ausgleich Stan Lees Adresse und geht mit Sheldon dorthin. Nachdem Sheldon sich durch ein Missverständnis eingeladen fühlt, Stan Lees Haus zu betreten, ruft dieser die Polizei und erwirkt zudem eine einstweilige Verfügung, die es Sheldon in Zukunft verbietet, sich Stan Lee zu nähern. |           |                                 |                                     |                      |                                       |                 | |
| 57 | 17        | Die Herren des Rings            | The Precious Fragmentation          | 8. März 2010         | 17. Feb. 2011                         | Mark Cendrowski | Bill Prady, Steven Molaro & Richard Rosenstock Idee: Lee Aronsohn, Eric Kaplan & Maria Ferrari                               |
| Ein „Herr der Ringe“-Ring, den Leonard, Sheldon, Rajesh und Howard zufällig auf einem Flohmarkt entdecken, droht die Freundschaft der vier auf eine harte Probe zu stellen, da jeder den Ring für sich beansprucht. Rajesh schaltet sogar (erfolglos) seinen Cousin als Anwalt ein und Sheldon versucht wiederholt, den Ring an sich zu nehmen. Schließlich einigen die vier sich, dass derjenige, der den Ring zuletzt loslässt, ihn bekommen soll. Leonard, der frühzeitig aufgegeben hat, nimmt den Ring an sich, während die anderen schlafen und behauptet, er habe ihn auf dem Boden liegend gefunden und an Peter Jackson zurückgeschickt. In Wirklichkeit hat er ihn aber in seinem Zimmer versteckt und wollte ihn selbst behalten, wird aber von Sheldon durchschaut. |           |                                 |                                     |                      |                                       |                 | |
| 58 | 18        | Die dunkle Seite des Mondes     | The Pants Alternative               | 22. März 2010        | 17. Feb. 2011                         | Mark Cendrowski | Eric Kaplan, Richard Rosenstock & Jim Reynolds Idee: Chuck Lorre, Bill Prady & Steve Holland                                 |
| Sheldon soll eine Auszeichnung erhalten, ihm steht dabei aber seine Angst im Weg, vor Publikum eine Rede zu halten. Seine Freunde wissen ihm jedoch glücklicherweise zu helfen, jeder auf seine Weise: Penny geht mit Sheldon ein neues Outfit kaufen, was ihm gleichzeitig mehr Selbstbewusstsein geben soll, Rajesh versucht, Sheldon Meditationstechniken beizubringen und Leonard will sich dem Problem mittels Psychoanalyse nähern. Als nichts davon den gewünschten Erfolg bringt, bleibt als letztes Mittel nur noch der Konsum von Alkohol. Dieser nimmt Sheldon aber nicht nur die Angst, sondern auch jegliche Hemmungen, und er liefert eine denkwürdige Rede ab, die zur Belustigung von Leonard und Penny sogar auf YouTube landet. |           |                                 |                                     |                      |                                       |                 | |
| 59 | 19        | Das L-Wort                      | The Wheaton Recurrence              | 12. Apr. 2010        | 18. Feb. 2011                         | Mark Cendrowski | Bill Prady, David Goetsch, Jim Reynolds & Maria Ferrari Idee: Chuck Lorre, Steven Molaro, Nichole Lorre & Jessica Ambrosetto |
| Penny fühlt sich durch Leonards plötzliches Liebesgeständnis überfordert, da sie sich nicht sicher ist, dasselbe für ihn zu empfinden wie er für sie. Während eines Bowlingspiels gegen das Team vom Comicbuchverkäufer Stuart und Sheldons Erzfeind Wil Wheaton kommt es darüber zum Streit und Penny geht, wodurch Sheldons Team verliert. Er wettet mit Stuart, dass sein Team in einem Revanchematch gewinnen wird, jedoch nutzt Wil Wheaton die Beziehungskrise aus, indem er Penny durch eine erfundene Geschichte dazu bringt, die Beziehung zu beenden und wegzulaufen, obwohl Sheldon sie davor warnt, dass Wil Wheaton andere Menschen mit Lügen manipuliert. Sheldons Team verliert dadurch erneut und als Wetteinlösung müssen Sheldon, Leonard, Rajesh und Howard öffentlich als Comicfiguren verkleidet auftreten. |           |                                 |                                     |                      |                                       |                 | |
| 60 | 20        | Spaghetti mit Würstchen         | The Spaghetti Catalyst              | 3. Mai 2010          | 18. Feb. 2011                         | Anthony Rich    | Chuck Lorre, Bill Prady, Lee Aronsohn & Steven Molaro                                                                        |
| Leonard und Penny sprechen nicht mehr miteinander. Sheldon weiß nicht, wie er sich verhalten soll, vor allem nachdem Howard ihm einredet, dass seine uneingeschränkte Solidarität seinem Freund und Mitbewohner Leonard gelten müsse. Sheldon möchte aber weiterhin mit Penny befreundet sein und seine vergeblichen Versuche, seine Freundschaft mit Penny heimlich aufrechtzuerhalten führen letztlich dazu, dass Penny und Leonard wieder miteinander sprechen. In der Folge verhalten die drei sich wie ein geschiedenes Ehepaar und deren gemeinsames Kind und nach einem gemeinsamen Besuch von Penny und Sheldon in Disneyland einigen Leonard und Penny sich darauf, in Zukunft einander wieder als Freunde zu betrachten. |           |                                 |                                     |                      |                                       |                 | |
| 61 | 21        | Vierer ohne Sheldon             | The Plimpton Stimulation            | 10. Mai 2010         | 21. Feb. 2011                         | Mark Cendrowski | Steven Molaro, Jim Reynolds & Maria Ferrari Idee: Chuck Lorre, Bill Prady & Lee Aronsohn                                     |
| Dr. Elizabeth Plimpton, eine berühmte Physikerin und Bekannte von Sheldon, ist in der Stadt und da sie Hotels nicht mag, übernachtet sie in Sheldons Zimmer, während dieser solange auf der Couch schläft. Leonard ist vom ersten Moment an von ihr in den Bann gezogen und schwebt auf Wolke Sieben, nachdem Elizabeth ihm sehr eindeutige Avancen macht. Schnell stellt sich jedoch heraus, dass sie nymphomanische Züge trägt, denn am nächsten Tag bemüht sie sich um einen Dreier mit Howard und Rajesh. Sheldon hat wie erwartet Schwierigkeiten, Leonards und Elizabeths Verhalten zu verstehen und Penny ist wenig begeistert, dass Leonard so kurz nach ihrer Trennung schon Sex mit einer anderen Frau hatte. Sie versichert dem schließlich von einem schlechten Gewissen geplagten Leonard aber, dass es in Ordnung sei, da sie ja nun getrennt sind.                                                                                   |           |                                 |                                     |                      |                                       |                 | |
| 62 | 22        | Die Wahrheit über den Fahrstuhl | The Staircase Implementation        | 17. Mai 2010         | 21. Feb. 2011                         | Mark Cendrowski | Chuck Lorre, Dave Goetsch & Maria Ferrari Idee: Lee Aronsohn, Steven Molaro & Steve Holland                                  |
| Nach einem Streit mit Sheldon flüchtet Leonard in Pennys Wohnung und erzählt ihr dort, wie er Sheldons Mitbewohner wurde und wie der WG-Vertrag ausgehandelt worden ist. Man bekommt nicht nur Sheldon, Leonard, Howard, Rajesh und (in einer kurzen Einblendung) Penny vor sieben Jahren zu sehen, auch der Transvestit Louis/Louise, Sheldons und Leonards früherer Nachbar, und die nordkoreanische Spionin Joyce Kim, vor der Sheldon seinen Mitbewohner eher zufällig bewahrt, werden gezeigt. Schließlich erfährt man, dass Leonard beim Versuch, Treibstoff für Howards Modellrakete in der Wohnung herzustellen, einen Fehler gemacht und versehentlich ein hochexplosives Gemisch erzeugt hat, das jederzeit hochgehen konnte. Durch Sheldons beherzte Intervention konnte der Behälter rechtzeitig im geschlossenen Fahrstuhl zur Explosion gebracht werden, wodurch dieser jedoch irreparabel beschädigt wurde.                          |           |                                 |                                     |                      |                                       |                 | |
| 63 | 23        | Nie mehr dumme Typen            | The Lunar Excitation                | 24. Mai 2010         | 22. Feb. 2011                         | Peter Chakos    | Lee Aronsohn, Steven Molaro & Steve Holland Idee: Chuck Lorre, Bill Prady & Maria Ferrari                                    |
| Penny lernt Zack kennen, stellt aber nach kurzer Zeit entsetzt fest, dass ihre kurze Beziehung mit Leonard sie soweit verändert hat, dass sie es mit so einem „dummen Typen“ nicht mehr aushält. Frustriert darüber betrinkt sie sich und verführt Leonard, der es ihr einige Tage später erfolglos gleichzutun versucht. Howard und Rajesh melden unterdessen Sheldon aus Spaß und ohne dessen Wissen bei einer Online-Datingseite an und beantworten alle Fragen so, wie Sheldon dies tun würde. Tatsächlich gibt es in der Datenbank eine passende Frau für Sheldon, Amy Farrah Fowler. Durch einen Trick schaffen Howard und Rajesh es, Sheldon zu einem Treffen mit ihr zu überreden, als sie aber Amy, die Sheldon in ihrem Verhalten sehr ähnelt, kennenlernen, bereuen sie ihre Entscheidung. |           |                                 |                                     |                      |                                       |                 | |

## DVD-Veröffentlichung
In den Vereinigten Staaten wurde die DVD zur dritten Staffel am 14. September 2010 veröffentlicht. Im Vereinigten Königreich bzw. in Deutschland ist die DVD zur dritten Staffel seit dem 27. September 2010 bzw. seit dem 7. Oktober 2011 erhältlich.